# Чальчиутотолин
Чальчиутотолин — бог эпидемий и болезней в ацтекской мифологии. Его имя переводится как «Нефритовый индюк». Является одним из олицетворений Тецкатлипоки. Бог-покровитель дня Текпатль (кремень) и 17 тресени (1 Вода — 13 Крокодил) тональпоуалли.

## Описание
Изображался в виде индейки с зелёным оперением, белыми или чёрными глазами, серебристыми когтями.

## Мифы
Считался одним из злых божеств, что имел лишь отрицательную сущность. Насылает на поселение болезни и немощь, ходя ночью между домов.

## Культ
Как жертвы ему приносили индюков и человеческую кровь, чтобы обеспечить защиту от эпидемий и всевозможных болезней. Однако отдельных храмов и специального развитого культа этого бога у ацтеков не существовало. Его почитали в рамках почитания Тецкатлипоки.